# Cornelis Lely
Cornelis Lely (Amsterdam, 23 settembre 1854 – L'Aia, 22 gennaio 1929) è stato un politico e ingegnere olandese.

## Biografia
Cornelis Lely, veniva da una famiglia protestante, settimo figlio di Jan Lely e Adriana van Houten. Nato nel Leidsegracht di Amsterdam, vi trascorse gran parte dell'infanzia. Il padre Jan era un commerciante di cereali e viaggiava molto per lavoro, portando spesso con sé i figli. Così il giovane Cornelis poté assistere alla costruzione di grandi opere dell'epoca quali l'escavazione del Canale del Mare del Nord e la costruzione del complesso di chiuse dell'Oranjesluizen.
Dopo gli studi superiori completati ad Amsterdam tra il 1866 al 1871, Lely, nel 1875, conseguì il diploma di ingegnere civile presso la TU di Delft.
Dopo la laurea, ottenne un lavoro come assistente per livellazioni topografiche. Lavorò poi come ingegnere impiegato presso il Ministro dei trasporti e della gestione delle acque, dove assistette il Ministro John Tak van Poortvliet nella stesura del Kanalenwet, un progetto di connessione dei vari fiumi del delta del Reno, della Mosa e della Schelda con canali artificiali.

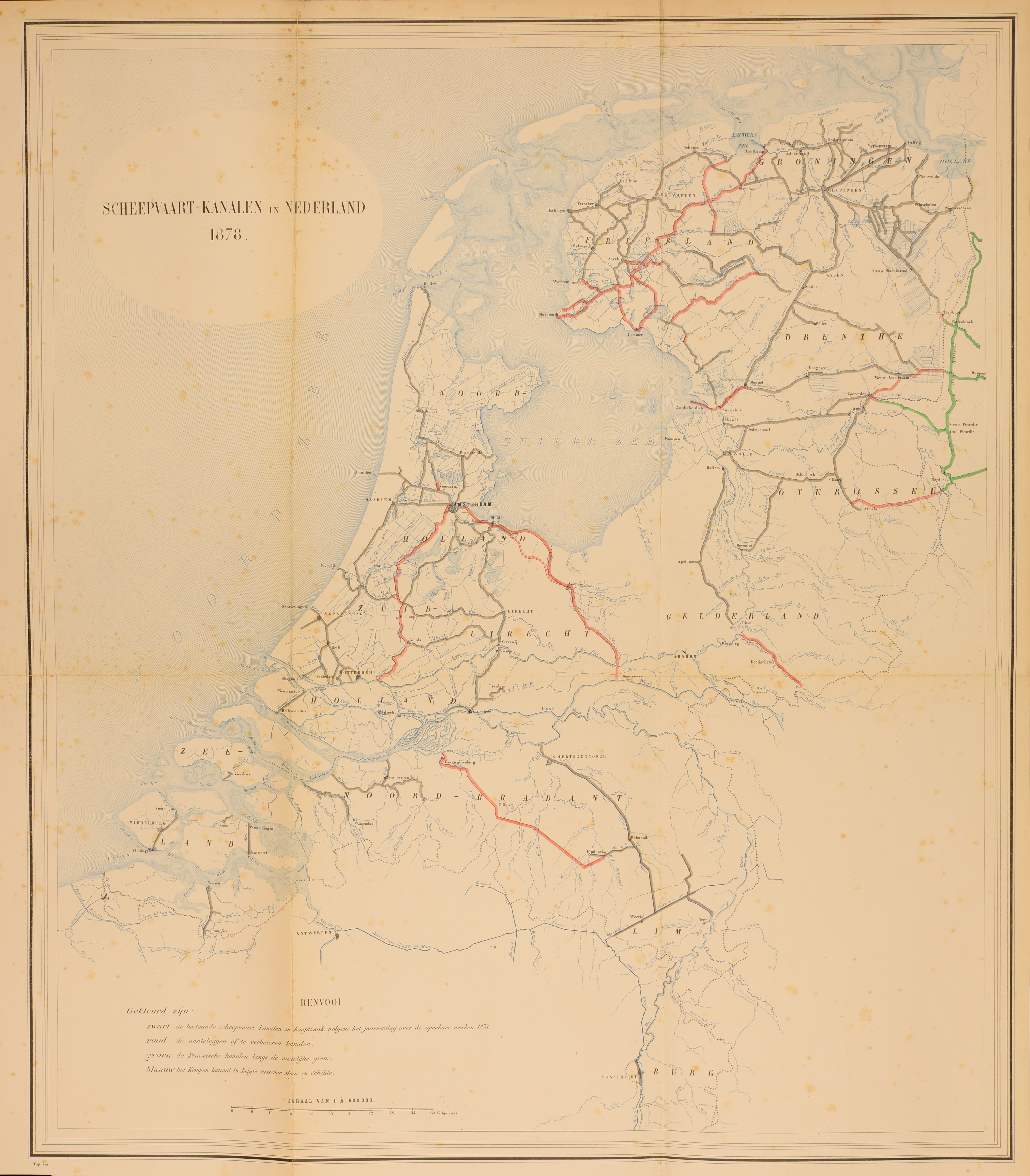
Piano del Kanalenwet del 1878

Nel settembre del 1886 è divenne assistente presso la Zuiderzeevereeniging, un'associazione che aveva come obiettivo la chiusura e la bonifica dello Zuiderzee. In questo contesto fece molta ricerca redigendo otto relazioni nelle quali elaborava in dettaglio i piani di bonifica, i cosiddetti lavori dello Zuiderzee. La redazione di detti piani fu completata nel 1891 e la loro realizzazione fu avviata solo molto più tardi, nel 1918, concludendosi solo nel 1967. Inoltre fu sua iniziativa lo scavo del Bergsche Maas.
Cornelis Lely fu Ministro dei trasporti e della gestione delle acque in carica tra il 1891 e il 1894, tra il 1897 e il 1901 e infine tra il 1913 e il 1918. Durante il suo secondo mandato promosse la costruzione della ferrovia Noordoosterlocaalspoorweg mentre, durante il suo terzo mandato riuscì a far avviare i lavori dello Zuiderzee e fu responsabile della costruzione dell'Afsluitdijk. Tra il 1902 e il 1905, fu governatore della Guyana olandese dove promosse la costruzione della ferrovia Lawaspoorweg.

## Dallo Zuiderzee all'IJsselmeer
Benché fossero esistiti altri progetti per il recupero dello Zuiderzee da moltissimi anni, Cornelis Lely fu il primo a presentare tecnicamente un piano che tenesse in considerazione i vantaggi e gli svantaggi, l'impatto economico, il costo del progetto e i rischi.
Lely fu in grado di realizzare il suo piano perché era allo stesso tempo un ingegnere e un politico capace. Nel 1913, quando la maggioranza della popolazione era ancora ostile al progetto, seguendo i consigli di Lely, la Regina Guglielmina annunciò nel Discorso della Regina, che era giunto il tempo di cominciare la bonifica dello Zuiderzee. Due argomenti giocarono a suo favore: anche se i Paesi Bassi si proclamarono neutrali e non furono direttamente coinvolti, lo scoppio della prima guerra mondiale causò penuria di cibo; avere avuto terre coltivabili a disposizione avrebbe fatto la differenza. Inoltre lo choc provocato dall'inondazione del 1916 contribuì, il 13 giugno 1918, all'approvazione dell'avvio dei lavori dello Zuiderzee da parte del parlamento dei Paesi Bassi.
Il vantaggio del suo progetto fu quello dell'accorciamento della costa. La difesa dal mare era dunque più efficace, come affermò Lely. Con più di centinaia di chilometri di costa dello Zuiderzee, era molto difficile mantenere una barriera efficace. Le molteplici barriere furono rimpiazzate da una diga unica. L'impostazione di Lely sarà utilizzata più tardi, nella seconda parte del XX secolo per i lavori del Piano Delta, quando la costa della Zelanda verrà anch'essa accorciata.

## Vita privata
Si sposò nel 1881 con la diciannovenne Mies van Rinsum, sorella della cognata, conosciuta 5 anni prima proprio al matrimonio del suo fratello Dirk. Ebbero sei figli ma solo quattro sopravvissero.
Mies morì improvvisamente nell'estate del 1914, poco dopo il ritorno da un soggiorno di cura a Marienbad presso Wiesbaden in Germania. Le cure dovettero essere interrotte dal momento in cui la Germania, coinvolta nel primo conflitto mondiale non era un posto sicuro.
Nel 1922, dopo essersi ritirato dalla vita politica, si recò in Egitto, e a Gerusalemme. Il suo settantesimo compleanno, nel 1924, fu celebrato con un comunicato ufficiale sui giornali e un ricevimento al quale presenziò l'allora Ministro dei trasporti e della gestione delle acque.
Nell'autunno del 1927 si recò, assieme alla figlia Bep, per un mese per gli Stati Uniti per tenere una serie di conferenze su invito della appena fondata Netherland-America Foundation.
Lely morì a L'Aia nel 1929, all'età di 74 anni, due giorni dopo il compleanno del figlio Jan. Fu trovato steso a terra accanto alla sua scrivania, dove stava lavorando. È sepolto al cimitero Algemene Begraafplaats Kerkhoflaan de L'Aia.

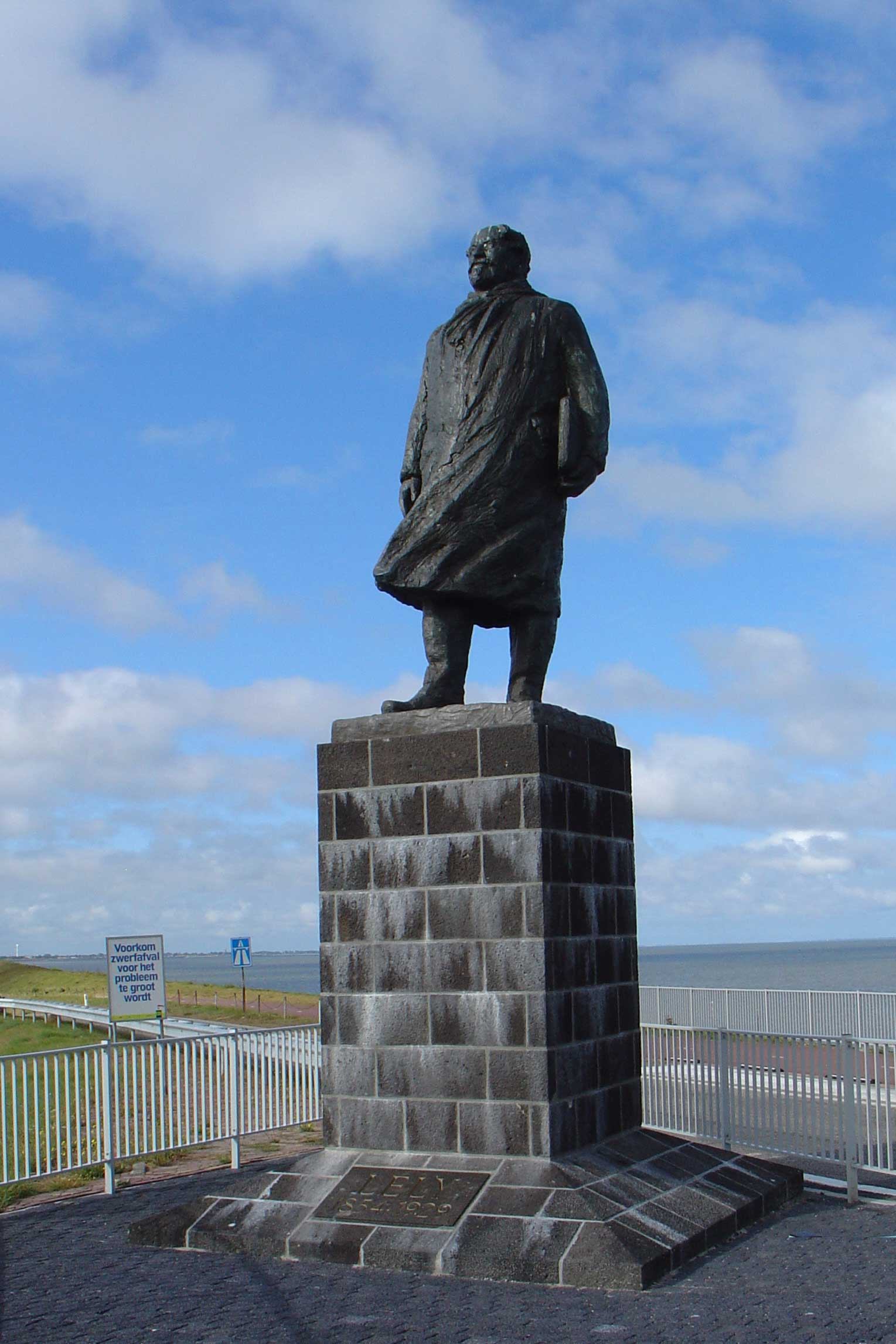
Statua di Cornelis Lely presso l'Afsluitdijk

## Riconoscimenti
I suoi risultati scientifici sono stati riconosciuti dalla sua nomina nel 1895 a membro della Reale Accademia delle Scienze dei Paesi Bassi, e nel 1905, per il dottorato honoris causa assegnatogli dall'Università tecnica di Delft.
Il nome di Cornelis Lely è stato dato alla città di Lelystad, costruita sul Flevopolder e capoluogo, dal 1986 della provincia del Flevoland.
La località di Lelydorp, nel Suriname, deve anch'essa il proprio nome a Lely, a memoria dei lavori ferroviari effettuati nel paese sotto il suo governorato.
Gli sono state dedicate tre statue: la prima all'estremità occidentale dell'Afsluitdijk (opera di Mari Andriessen), la seconda a Lelystad (opera di Hans van Houwelingen), l'ultima all'interno del municipio della stessa città di Lelystad (opera di Piet Esser).